# Tillandsia paucifolia
Tillandsia paucifolia är en gräsväxtart som beskrevs av John Gilbert Baker. Tillandsia paucifolia ingår i släktet Tillandsia och familjen Bromeliaceae. Inga underarter finns listade i Catalogue of Life.

## Bildgalleri

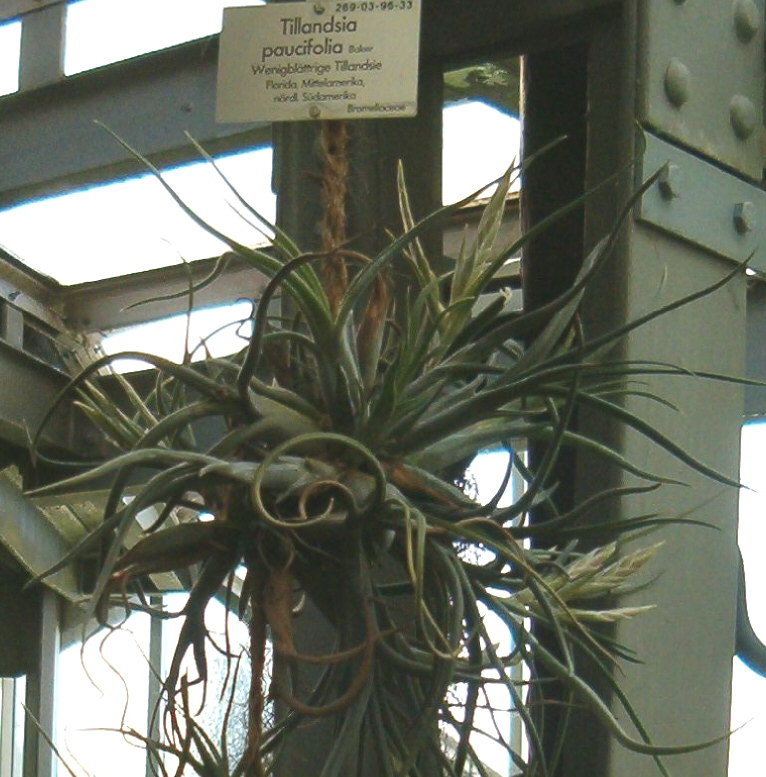
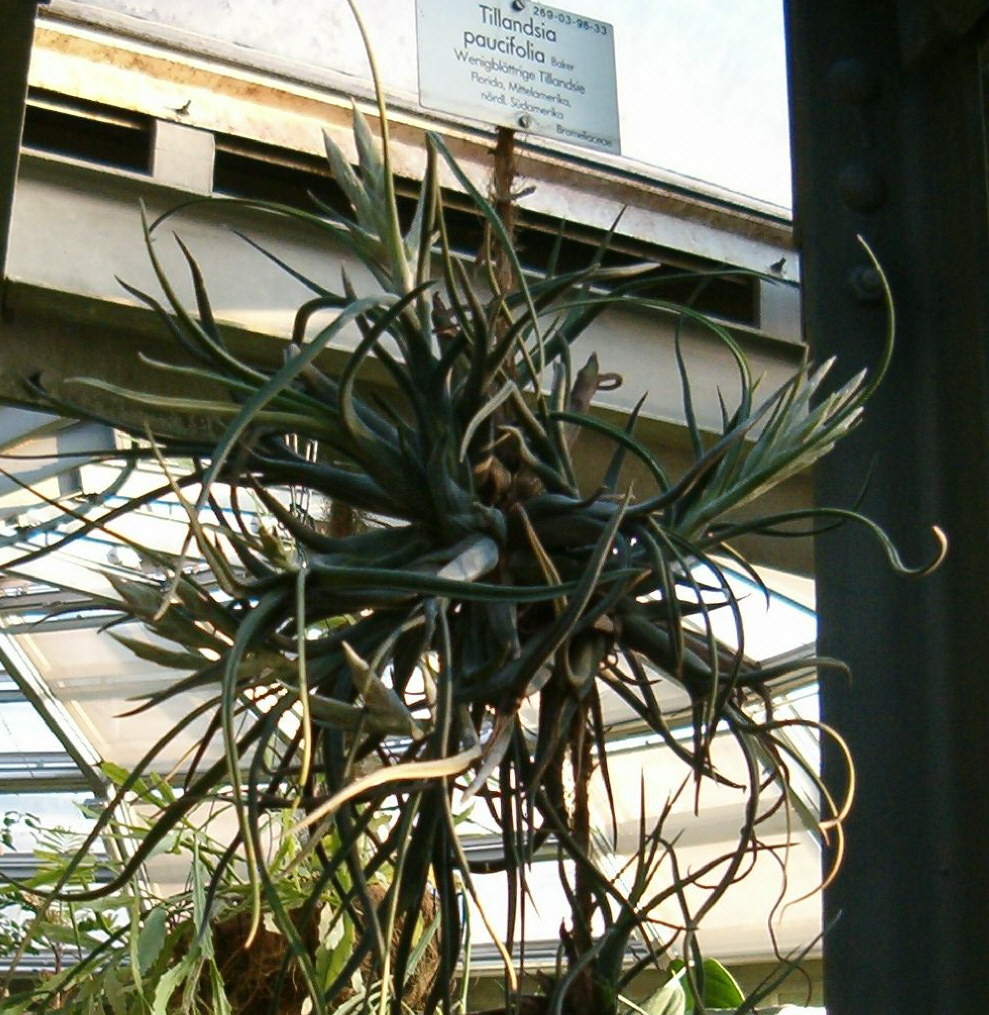